# Las Rozas de Valdearroyo
Las Rozas de Valdearroyo ist eine Gemeinde in der spanischen Autonomen Region Kantabrien. Sie befindet sich in der Comarca Campoo-Los Valles und grenzt im Norden an die Gemeinde Campoo de Yuso und den Ebro-Stausee, im Süden an die Gemeinde Valdeprado del Río, im Westen an die Gemeinde Campoo de Enmedio und im Osten an die Provinz Burgos (Gemeinden Arija und Alfoz de Santa Gadea). Die ländliche Gemeinde leidet aufgrund ihrer Entfernung zur Kantabrischen See unter Bevölkerungsschwund.

## Orte
- La Aguilera
- Arroyo
- Bimón
- Bustasur
- Llano
- Renedo
- Las Rozas (Hauptort)
- Villanueva

## Bevölkerungsentwicklung
| 1877 | 1900 | 1950 | 1981 | 1991 | 2001 | 2011 |
| ---- | ---- | ---- | ---- | ---- | ---- | ---- |
| 1724 | 2201 | 1714 | 343  | 281  | 288  | 292  |